# Dendroscansor decurvirostris
Lo scricciolo beccolungo (Dendroscansor decurvirostris Millener & Worthy, 1991) è un uccello passeriforme estinto della famiglia degli Acanthisittidae.

## Etimologia
Il nome scientifico del genere, Dendroscansor, deriva dall'unione della parola greca δένδρον (déndron, "albero") col latino scansor ("scalatore"), col significato di "scalatore di alberi", in riferimento all'ecologia di questi uccelli: il nome della specie, decurvirostris, è anch'esso di derivazione latina e significa "dal becco curvo verso il basso", in riferimento alla morfologia della testa.

Il nome comune di questi uccelli non deve generare confusione con lo scricciolo beccolungo brasiliano, col quale essi non sono strettamente imparentati.

## Descrizione
Si trattava di uccelletti di piccole dimensioni, ma che comunque coi loro 11–13 cm di lunghezza rappresentavano i secondi membri degli acantisittidi in termini di lunghezza, dopo lo scricciolo zampegrosse meridionale, mentre sfiorando i 30 g di peso essi erano quasi sicuramente i più pesanti.

Si trattava di uccelli dall'aspetto peculiare: muniti di una grossa testa con lungo e sottile becco appuntito e arcuato verso il basso, simile a quello di alcuni drepanidini hawaiiani, corta coda, piccole ali arrotondate e poco sviluppate (erano infatti inetti al volo) e zampe lunghe e sottili, anche se meno robuste rispetto ad altri acantisittidi più spiccatamente terrestri come Traversia e Pachyplichas (sebbene il rapporto fra la lunghezza delle zampe e quella del corpo dello scricciolo beccolungo sia il più alto della famiglia).

## Biologia
Lo scricciolo beccolungo era un uccellino dalle abitudini diurne: a dispetto del fatto di essere incapace di volare, questo animale doveva essere con ogni probabilità principalmente arboricolo, utilizzando il becco (supportato da una forte muscolatura masticatoria) per sondare nei tronchi marci o l'interno dei buchi nella corteccia per estrarre gli invertebrati e le larve che ivi si nascondevano, in maniera analoga ai rampichini della famiglia Certhiidae e Climacteridae. Il becco poteva anche essere utilizzato al suolo per estrarre lombrichi ed altri invertebrati, in maniera simile a kiwi e strisciaterra (coi quali lo scricciolo beccolungo condivide le proporzioni di becco e muscolatura del cranio).

## Distribuzione e habitat
Lo scricciolo beccolungo era endemico della Nuova Zelanda: i resti subfossili ascrivibili a questi uccelli, risalenti al tardo Pleistocene ed all'Olocene, sono stati rinvenuti in siti fossiliferi in caverne nel nord-ovest della regione di Tasman, nell'Isola del Sud.

Verosimilmente, questi uccelli popolavano le foreste pedemontane e montane di faggio australe.

## Estinzione
Molto verosimilmente la scomparsa di questi uccelli è legata all'arrivo in Nuova Zelanda dei coloni polinesiani e soprattutto del ratto polinesiano al loro seguito, la cui introduzione accidentale ha avuto effetti disastrosi sugli uccelli della Nuova Zelanda.